# Max Manus

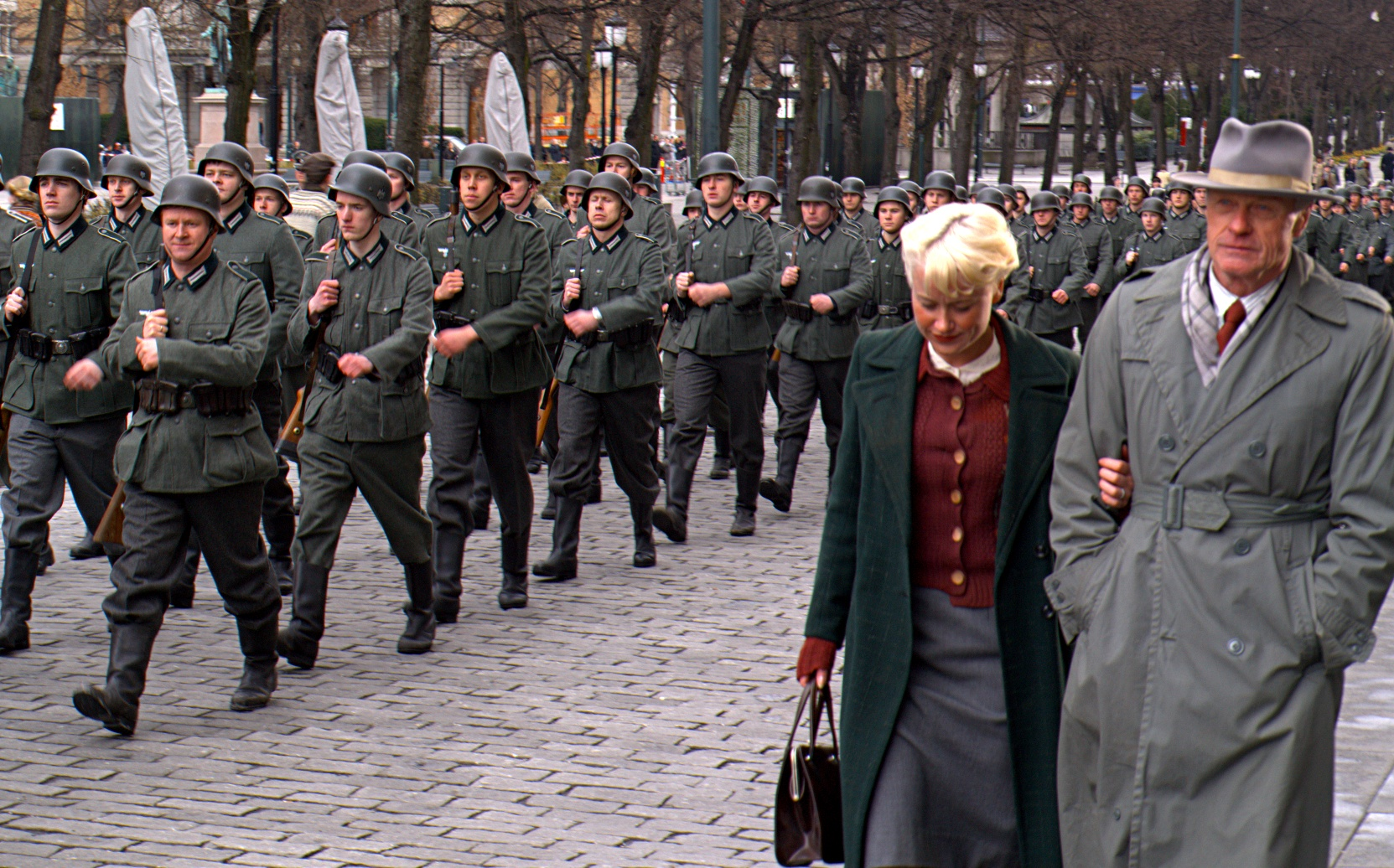
Comparse in uniforme tedesca marciano nelle strade di Oslo durante le riprese del film Max Manus

Maximo Guillermo Manus, detto Max (Bergen, 9 dicembre 1914 – Bærum, 20 settembre 1996), è stato un partigiano norvegese.

## La resistenza
Manus combatté nell'esercito norvegese durante l'invasione tedesca della Norvegia della seconda guerra mondiale, fuggì in Inghilterra dopo la sconfitta ed entrò a far parte col grado di løytnant (tenente) delle forze armate norvegesi in esilio, nella Kompani Linge, o 1st independent company (Norway) (Prima compagnia indipendente norvegese); terminato l'addestramento venne paracadutato di nuovo in Norvegia dove insieme a Gunnar "Kjakan" Sønsteby, detto anche N.24 formò il cosiddetto gruppo di Oslo (Oslogjengen, letteralmente gang di Oslo), detto anche Distaccamento di Oslo della Kompani Linge e guidato da Manus e Sønsteby, che fu attivo dal marzo 1944 al maggio 1945 con una serie di eclatanti sabotaggi ai danni delle truppe occupanti; le operazioni del gruppo, formato da dieci persone in tutto, vennero dirette anche verso le strutture amministrative che avrebbero dovuto gestire nel maggio 1944 la chiamata delle classi 1921, 1922 e 1923 al "dovere lavorativo nazionale", ed in precedenza a fronte di un tentativo di chiamata alle armi di 75.000 norvegesi da inviare sul fronte russo . Il gruppo decise di opporsi, distruggendo i macchinari per la catalogazione e l'ordinamento delle schede il 18 maggio 1944 ed il 17 giugno 1944, e devastando l'ufficio anagrafe al Akersgaten 55 di Oslo. Nel 2008 venne girato un film, Max Manus, dedicato alle imprese della Oslogjengen.
Altra iniziativa fu il tentativo di assassinare Heinrich Himmler e Joseph Goebbels durante una loro visita ad Oslo; per l'efficacia del suo lavoro divenne molto ricercato dalla Gestapo tedesca. Durante un corso di addestramento nel Regno Unito acquisì le capacità di incursore subacqueo e le mise a frutto in due attentati nel porto di Oslo che portarono all'affondamento di due navi tedesche cariche di armi e truppe, una delle quali, la SS Donau era anche utilizzata per la deportazione degli ebrei in Germania. All'atto della resa tedesca lui e la Oslogjenge divennero la forza di protezione del principe Olav V di Norvegia, quando questi rientrò ad Oslo.

## Il dopoguerra
Manus credeva nella pacificazione nazionale e dopo la guerra avviò un'attività imprenditoriale, la Clausen og Manus nell'autunno 1945, e tra le attività iniziali vi fu l'importazione di macchine dagli Stati Uniti; in questa iniziativa assunse anche norvegesi che durante la guerra si erano schierati con i tedeschi, dopo aver discusso approfonditamente con queste persone; tra essi Walter Fyrst, regista norvegese che girò dei film di propaganda filotedeschi durante il conflitto Manus era animato da spirito di riconciliazione, oltre che da stima professionale. Nel 1952, l'azienda si scisse nella Sophus Clausen AS e nella Max Manus AS, che divenne distributore dei marchi Olivetti e Philips di macchine da ufficio. L'azienda esiste a tutto il 2016.